# Nils Stromberg

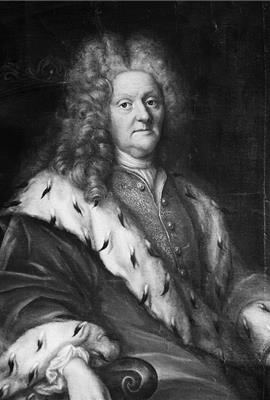
Porträt von Nils Stromberg

Graf Nils Stromberg, auch Strö(h)mberg (ursprünglich Brattman) (* 25. März 1646 in Jönköping; † 16. August 1723 in Klastorp, Södermanland), war ein schwedischer Offizier. Stromberg war der Sohn des Ratsverwandters und Postmeisters von Jönköping Jons Pedersson Brattman.

## Leben
Als junger Mann diente Stromberg gemeinsam mit seinen vier Brüdern in der Armee der niederländischen Krone. Er erreichte den Rang eines Oberstleutnants. Im Jahre 1674 wurde die Familie in Holland geadelt und gab sich den Namen Stromberg. Nach seiner Rückkehr nach Schweden wurde er 1689 zum Kommandeur des Skaraborg-Regiment ernannt. 
Im Jahre 1690 heiratete er Anna Catharina Fleming. Sie entstammte einer alten schwedischen Adelsfamilie. 
1697 wurde er zum Generalmajor befördert und im selben Jahr nach Pommern geschickt. 1699 wurden Nils Stromberg und sein Bruder Alexander zu Baronen ernannt. Im Jahre 1703 wurde er zum Generalleutnant ernannt und nahm erfolgreich an der Belagerung von Thorn teil.
1705 wurde Stromberg zum General befördert und Geheimrat von Estland. 1706 erhob ihn der König in den Stand eines Grafen und Stromberg wird Gouverneur von Estland. 1709 ernannte Karl XII. Stromberg zum Generalgouverneur von Livland und zum Kommandanten der Festung Riga.
Bei der Einkesselung der Festung Riga machte Stromberg, gegenüber dem russischen Zaren Peter I., klar, dass er die Festung nicht kampflos übergeben werde und bis zum letzten Mann für sein Vaterland kämpfen würde. Die Belagerung, unter dem Oberbefehl von Boris Petrowitsch Scheremetew, begann am 14. November 1709 und dauerte bis zum 4. Juli 1710. In dieser Zeit litten die Einwohner der Festung unter den täglichen Bombardierungen durch die Russen (es wurden etwa 8600 Artilleriegeschosse auf Riga abgefeuert), Hunger und der Pest. Während der Belagerung starben etwa 60.000 Einwohner und Soldaten in Riga an den Folgen der Seuche. 
Unter diesen Umständen und dadurch, dass die schwedische Marine keinen Nachschub über den Seeweg nach Riga bringen konnte, kapitulierte Stromberg im Juli 1710 und übergab die Stadt an die Russen. In den Kapitulationsverhandlungen setzte er den freien Abzug der schwedischen Garnison durch, so dass die restlichen 5132 Soldaten (ausgenommen die livländischen Angehörigen der schwedischen Armee) nach Dünamünde marschieren konnten und nach Schweden übersetzten. 
Zusammen mit einem Teil seines Generalstabes ging Stromberg in russische Kriegsgefangenschaft.
Durch einen Gefangenenaustausch 1711 (Stromberg wurde gegen General Adam Adamowitsch Wejde ausgetauscht, dieser war bereits seit der Schlacht bei Narva im Jahre 1700 in schwedischer Gefangenschaft) kam er wieder frei und kehrte nach Schweden zurück.

## Rückkehr nach Schweden
Stromberg wurde 1711 zum Präsidenten des schwedischen Kammerkollegiums gewählt und war General der Armee sowie Kriegspräsident. Außerdem war er Verwalter der schwedischen Kriegskasse.

## Teilnahme an folgenden Schlachten
- 1703 Stromberg nahm an der Belagerung von Thorn teil
- 1705 Einnahme von Krakau[5]
- 1710 Belagerung von Riga

## Besitzungen
Die Familie der Stromberg ließ sich im schwedischen Katrineholm, einer Gemeinde in Södermanland, nieder. In der Umgegend von Klastorp gehörten der Familie einige Ländereien, welche der Graf Stromberg vom König geschenkt bekommen hatte.